# Unionbuis

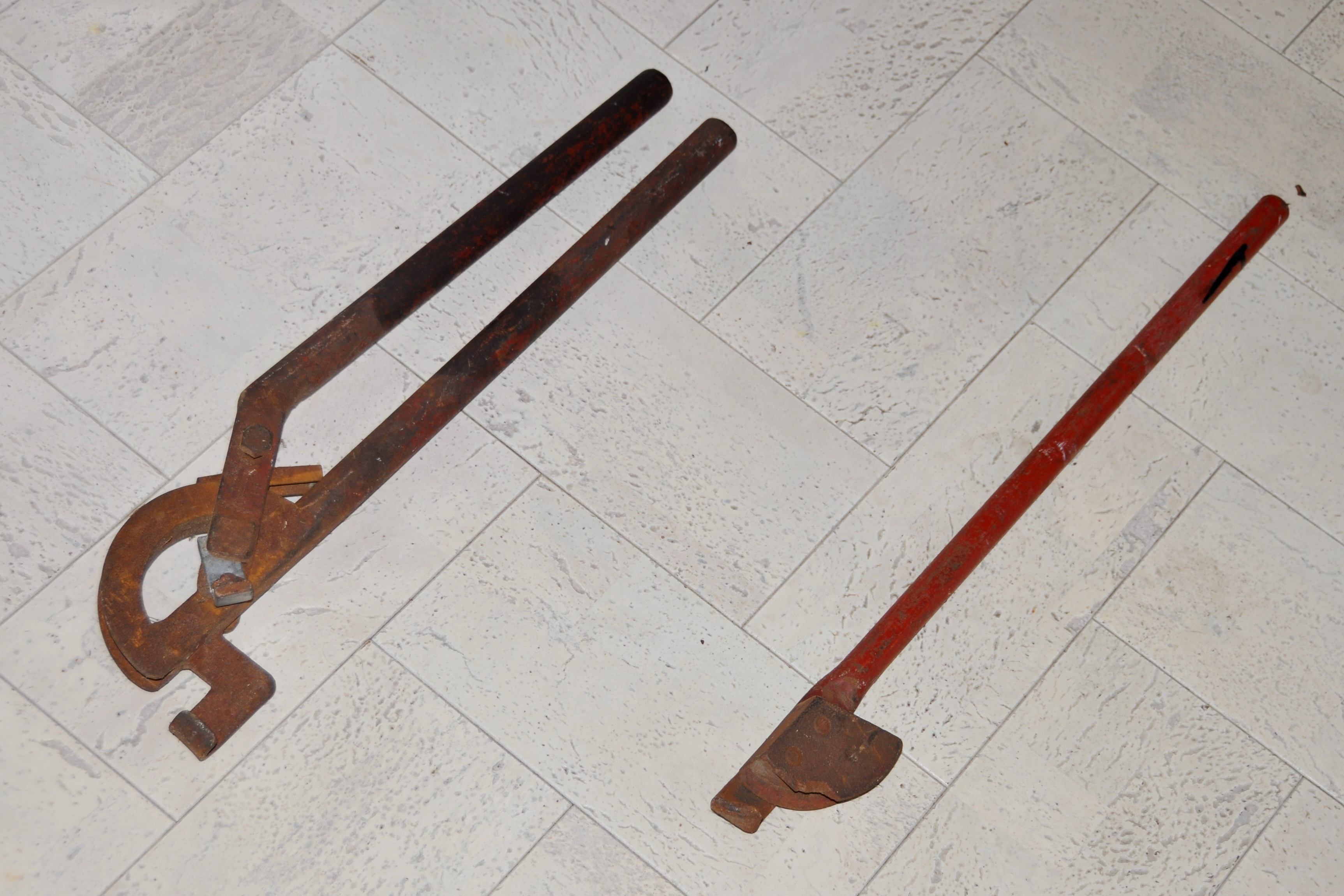
Buigijzer en buigblok voor unionbuis

Unionbuis is een stalen buis. Deze kan zijn vervaardigd uit gewalst en over de lengte dichtgelast bandijzer (herkenbaar aan een naad in de lengterichting van de buis), of hij kan naadloos getrokken zijn.
Deze buizen werden in de installatietechniek van elektrische installaties gebruikt, die door middel van een stalen mof met elkaar konden worden verbonden of in installatiedozen worden gestoken. Alle buizen zijn in- en uitwendig bruin gemoffeld. De maten werden in inches gegeven: 5/8, 3/4 en duims. Er bestaan ook unionbuizen met schroefeind.
Door de unionbuis, eindigend in een metalen lasdoos werden de installatiedraden, met in het verleden katoenomvlochten rubberen isolatie, getrokken. De buizen werden met stalen zadels vastgezet tegen de wanden, of ze werden ingehakt en afgewerkt in de muren of plafonds.
De buis werd gebogen met een houten buigblok, later met een handiger metalen versie en weer later met een buigijzer.
Uiteindelijk raakte dit type buis in onbruik door de introductie van kunststof polivoltpijp, dat grote voordelen had: het is goedkoper, lichter, eenvoudiger te bewerken en het is veel veiliger doordat het een elektrische isolator is.

## Leveranciers
Bekende Nederlandse leveranciers waren de Blerickse Buizenfabriek in Blerick, Metaalbuizenfabriek Maatschappij Excelsior in Schiedam, Rijnstal in Arnhem, en De Maas in Maastricht, die fuseerden tot de Verenigde Buizen Fabrieken (VBF), en die op haar beurt in 1966 opging in de Verenigde Buizenfabrieken Excelsior-De Maas in Oosterhout. Het bedrijf ging in 1986 ten onder aan goedkopere concurrentie van fabrieken in het buitenland. 